# Cerberiopsis

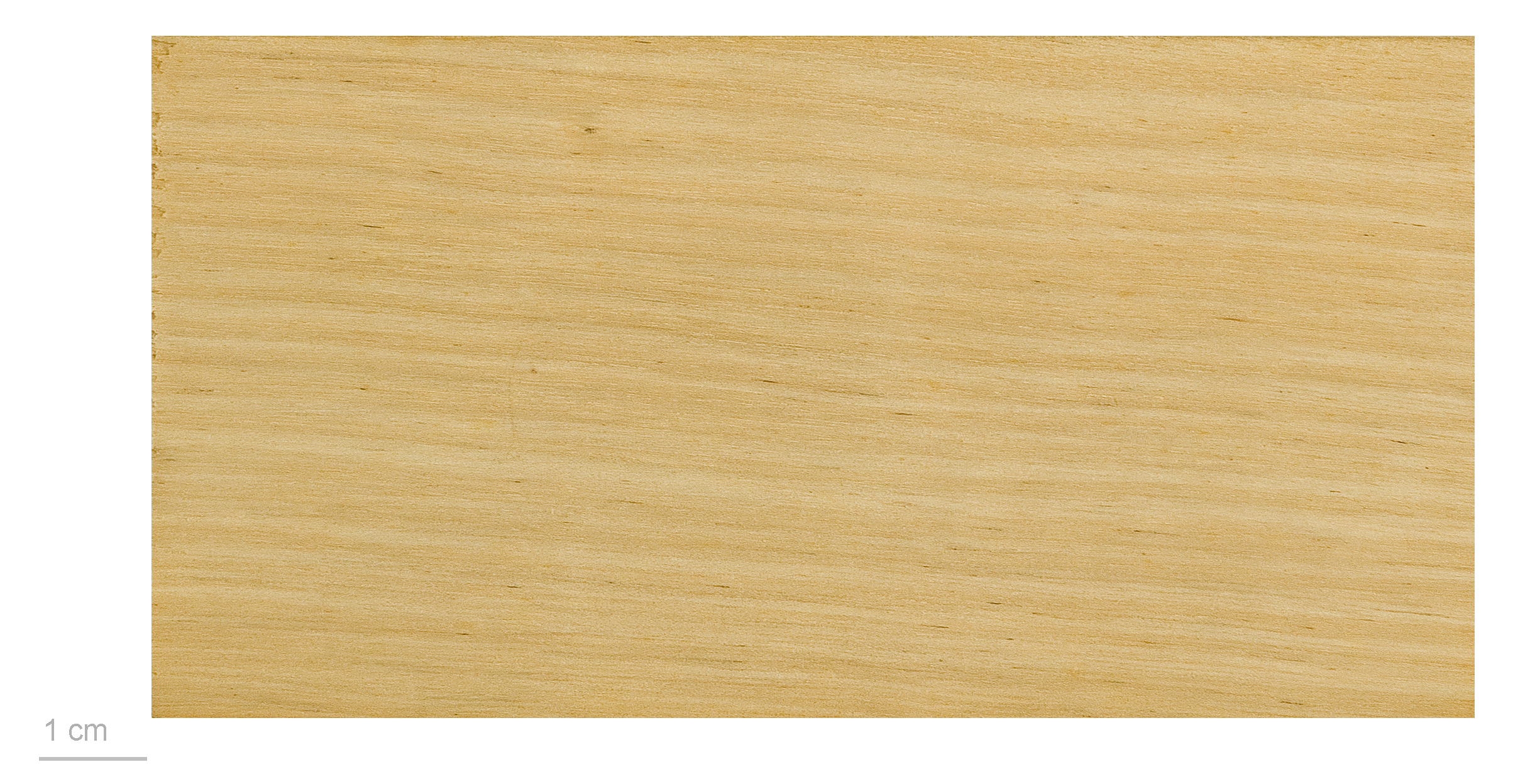
Cerberiopsis candelabra.

Cerberiopsis es un género de plantas fanerógamas de la familia Apocynaceae. Contiene tres especies.
Es originaria de Nueva Caledonia.

## Descripción
Son árboles o arbustos con ramas verticiladas y pseudo-látex abundante. Las hojas son alternas. 
Las flores son de tubo grande, campanuladas  más o menos desarrolladas. Los frutos son secos, indehiscente, con pericarpio en forma de sámara, muy comprimido equipado con dos alas laterales.

## Taxonomía
El género fue descrito por Vieill. ex Pancher & Sebert y publicado en Not. Bois Nouv. Caled. 187. 1874.
Etimología
Cerberiopsis; nombre genérico que significa "similar a Cerbera".

## Especies aceptadas
A continuación se brinda un listado de las especies del género Cerberiopsis aceptadas hasta octubre de 2013, ordenadas alfabéticamente. Para cada una se indica el nombre binomial seguido del autor, abreviado según las convenciones y usos. 
- Cerberiopsis candelabra Vieill. ex Pancher & Sebert
- Cerberiopsis neriifolia (S.Moore) Boiteau
- Cerberiopsis obtusifolia (Van Heurck & Müll.Arg.) Boiteau